# Cossura coasta
Cossura coasta är en ringmaskart som beskrevs av Kitamori 1960. Cossura coasta ingår i släktet Cossura och familjen Cossuridae. Inga underarter finns listade i Catalogue of Life.